# Hůrka
Hůrka – stacja linii B metra praskiego (odcinek V.B), położona w centralnym punkcie osiedla Nové Butovice, części kompleksu mieszkaniowego Miasto Południowo-Zachodnie (Jihozápadní Město), pod placem Słonecznym (Sluneční náměstí).